# Pinta (schip, 1441)
De Pinta was een van de drie schepen tijdens Christoffel Columbus' ontdekking van Amerika. De andere schepen waren de Niña en de Santa María.
De Pinta was een karveel met drie masten en een ruiminhoud van 60 ton. Het schip had een lengte van 21 meter en een breedte van 7 meter. De bezetting bestond uit 26 man en het commando over de Pinta werd gevoerd door Martín Alonso Pinzón. Een van de bemanningsleden van de Pinta, Rodrigo de Triana, was op 12 oktober 1492 de eerste die land in zicht kreeg. Op 21 november scheidde de Pinta zich af van de andere twee schepen, omdat Pinzón van een gevangengenomen indiaan had gehoord dat er op het eiland Baneque (Great Inagua) veel goud aanwezig zou zijn. Op 6 januari 1493 ontmoetten Columbus en Pinzón elkaar weer bij toeval bij wat nu de Dominicaanse Republiek is. Op de terugreis op de Atlantische Oceaan raakte de Pinta door een orkaan weer los van de rest, maar wist alsnog veilig land te bereiken, een dag na Columbus.